# میدان پنج ماه
میدانِ پنج ماه (ایتالیایی: Piazza delle Cinque Lune؛ ‏ انگلیسی: Five Moons Square) یک فیلم دلهره‌آور ایتالیایی به کارگردانی رنتسو مارتینلی است که در سال ۲۰۰۳ منتشر شد. داستان این فیلم از ماجرای ربوده‌شدن سیاستمدار ایتالیایی آلدو مورو توسط گروه تروریستی بریگاد سرخ الهام گرفته شده‌است.

## بازیگران
- دونالد ساترلند
- جانکارلو جانینی
- استفانیا روکا
- اف. موری آبراهام
- گرگ وایز
- نیکلا دی پینتو